# 조재호 (야구인)
조재호(趙在浩, 1980년 1월 10일 ~ )은 전 KBO 리그 SK 와이번스의 외야수이자, 현재 KBO 리그 상무 야구단의 주루코치이다.

## 선수 시절

### 현대 유니콘스시절
1998년에 입단하였다.

### 넥센 히어로즈시절
2008년에 입단하였다. 부진으로 인해 외야수 강병우, 투수 박민주와 함께 방출됐다.

### SK 와이번스시절
2011년에 입단하였다.

## 야구선수 은퇴 후
2014년부터 상무 야구단의 주루코치로 활동했다.

## 출신학교
- 서울강남초등학교
- 서울 강남중학교
- 서울고등학교
- 성균관대학교